# Clitheroe
Clitheroe är en stad och civil parish i Ribble Valley i Lancashire i England. Orten har 14 765 invånare (2011).